# Xã Round Prairie, Quận Jefferson, Iowa
Xã Round Prairie (tiếng Anh: Round Prairie Township) là một xã thuộc quận Jefferson, tiểu bang Iowa, Hoa Kỳ. Năm 2010, dân số của xã này là 301 người.